# 조은형
조은형(趙恩亨, 2005년 3월 27일~ )은 대한민국의 배우이다.

## 성장 과정
조은형은 경기도 안양시에서 태어나 충청남도 당진시 송악읍 기지시리에서 성장하였다. 형제 관계로는 오빠와 언니가 있다.

## 경력
5살 때 엄마의 권유로 연기학원에 다니며 연기자로 활동을 시작했고, 이후 6살 때 본격적으로 드라마와 광고에 얼굴을 드러냈다. 의류, 베이커리, 공익 캠페인 등 다수의 광고를 통해 얼굴을 알린 뒤 드라마 《대왕의 꿈》(2012), 《궁중잔혹사 꽃들의 전쟁》(2013), 《굿 닥터》(2013), 《신의 선물 - 14일》(2014), 《유나의 거리》(2014), 《빛나거나 미치거나》(2015) 등 다수의 작품에 출연했다.
2016년 개봉된 박찬욱 감독의 영화 《아가씨》에서 1300:1의 경쟁률을 뚫고 김민희가 연기한 히데코 아역에 캐스팅 되어 관객들에게 강렬한 인상을 남기며 본격적으로 주목받기 시작했다. 박찬욱 감독은 “조은형은 대단한 배우다. 기존 시나리오에는 어린 히데코의 나이가 5세, 8세, 10세 이렇게 세 연령대였으나 오디션 과정에서 조은형 배우의 연기를 본 후 혼자 모든 연령층의 연기를 다 해도 될 것 같다는 확신이 들었다"고 말했고, 김민희는 “히데코의 어린 시절을 정말 잘 소화해줬다. 영화를 보고 난 후 중요한 역할을 잘 해내 준 조은형 배우에게 정말 고마웠다”고 칭찬했다. 2016년 5월 샛별당 엔터테인먼트와 전속계약을 맺었다. 같은 해, 아시아영화아카데미(Asian Film Academy, AFA)에서 제작한 단편 영화 《씨클리드》에 주인공으로 출연하며, 2016 제21회 부산국제영화제에 공식 상영되기도 했다.

## 출연 작품

### 드라마
| 연도 | 방송사     | 제목                   | 역할               | 비고               |
| ---- | ---------- | ---------------------- | ------------------ | ------------------ |
| 2011 | MBC        | 당신 참 예쁘다         |                    |                    |
| 2011 | KBS2       | 미녀의 비밀            |                    | 추석특집극(단막극) |
| 2012 | KBS1       | 대왕의 꿈              |                    |                    |
| 2013 |            | 혁장 폭풍              |                    | 중국 드라마        |
| 2013 | KBS2       | 일말의 순정            | 하빈               |                    |
| 2013 | tvN        | 네일샵 파리스          |                    |                    |
| 2013 | JTBC       | 궁중잔혹사 꽃들의 전쟁 |                    |                    |
| 2013 | KBS2       | 굿 닥터                | 칼부림의 피해 아동 | 15화               |
| 2014 | OCN        | 처용                   |                    |                    |
| 2014 | MBC every1 | 사랑 주파수 37.2       |                    |                    |
| 2014 | SBS        | 신의 선물 - 14일       | 한샛별의 친구      |                    |
| 2014 | JTBC       | 유나의 거리            | 이슬기             |                    |
| 2014 | MBC        | 호텔킹                 |                    |                    |
| 2015 | 네이버TV   | 도대체 무슨 일이야?    | 10세 한나          | 웹 드라마          |
| 2015 | MBC        | 빛나거나 미치거나      |                    |                    |

### 영화
| 연도 | 제목          | 역할        | 비고      |
| ---- | ------------- | ----------- | --------- |
| 2014 | 기억의 조각들 |             | 단편 영화 |
| 2016 | 아가씨        | 어린 히데코 |           |
| 2016 | 씨클리드      |             | 단편 영화 |
| 2017 | 하루          | 김은정      |           |
| 2019 | 사자          | 홍진        |           |
| 2020 | 둥지          | 둥지        | 단편 영화 |

### 연극
| 연도 | 제목       | 역할     | 비고 |
| ---- | ---------- | -------- | ---- |
|      | 햄릿이야기 | 어린왕비 |      |

## 뮤직 비디오
| 연도 | 가수   | 곡명          | 공식 유튜브 | 비고   |
| ---- | ------ | ------------- | ----------- | ------ |
| 2012 | 픽스   | 〈말하지마〉  |             |        |
| 2014 | 비투비 | 〈울면 안돼〉 | 유튜브]     | [ 11 ] |

## 광고
| 연도 | 기업명                             | 제품명                     | 종류                 | 공동 출연 |
| ---- | ---------------------------------- | -------------------------- | -------------------- | --------- |
|      | 버버리코리아                       | 버버리키즈                 | 아동 의류            |           |
|      | 더엘컴퍼니                         | 케이트앤켈리(katenkelly)   | 주얼리               |           |
|      | 구찌코리아                         | 구찌 키즈                  | 아동 의류            |           |
|      | (주)쥬디알렌                       | 쥬디알렌(JudyAllen)        | 아동 슈즈            |           |
|      | (주)코데즈컴바인                   | 코데즈컴바인 키즈          | 아동 의류            |           |
|      | 중외제약                           |                            | 의약품               |           |
|      | GS홈쇼핑                           | GS홈쇼핑 자석블록          | 쇼핑몰               |           |
|      | (주)코웨이                         | 웅진매트리스               | 생활가전             |           |
|      | (주)코웨이                         | 코웨이 공기청정기          | 생활가전             |           |
|      | 서울시 상수도사업본부 아리수       | 서울아리수                 | 건강한 수돗물 캠페인 |           |
|      | (주)그랜드 컨트리클럽              | 제주그랜드CC               | 골프장 서비스        |           |
|      | 삼성전자                           |                            | 가전제품             |           |
|      | 국제청심병원                       | 국제청심병원 아토피 광고   | 의료                 |           |
| 2012 | (주)파리크라상                     | 파리바게트 - 크리스마스 편 | 베이커리 프랜차이즈  | 지면 광고 |
|      | 가천길병원                         | 가천길병원 홍보영상        | 의료                 |           |
|      | 삼섬화재                           | 삼성애니카                 | 자동차보험           |           |
|      | (주)웅진씨크빅                     | 웅진씽크빅                 | 학습지               |           |
|      | (주)하얏트                         | 하얏트호텔                 | 호텔 & 리조트        |           |
|      | 좋은아이들                         | 예닮                       | 아동 한복            |           |
|      | 현대그룹                           | 현대백화점                 | 쇼핑몰               |           |
|      | (주)베이비버블                     | 베이비버블                 | 아동 의류            |           |
|      | (주)쁘띠슈                         | 쁘띠슈                     | 유아복 멀티숍        |           |
|      | 캐스키드슨 코리아                  | 캐스키드슨                 | 가방                 |           |
| 2013 | (주)파리크라상                     | 파리바게트 - 화이트데이 편 | 베이커리 프랜차이즈  | 지면 광고 |
| 2014 | 경찰청, 도로교통공단, 손해보험협회 | 보행자 사고 예방 캠페인    | 공익광고             | [ 12 ]    |

## 화보

### 키즈 모델
- 키즈패션매거진 아망 패션화보 8월호, 10월호, 1월호
- 조선 여성
- 레이디 경향 9월호 촬영

### 2016년
- cine21 8월호 스페셜 with 김환희, 김수안[3]

### 2017년
- 스타일H 5월호[13]

## 수상 및 후보
| 연도 | 시상식                      | 부문        | 작품 | 결과 |
| ---- | --------------------------- | ----------- | ---- | ---- |
| 2015 | 제17회 서울국제청소년영화제 | 여자 아역상 | 빈칸 | 수상 |